# フィルインカフェ
株式会社フィルインカフェ（Fill in Cafe Co.,Ltd.）は、かつて存在したコンピュータゲーム開発会社。1998年に倒産。代表作は『あすか120%』シリーズ。

## 概要
1987年にTeam CROSS WONDERとして結成。『メタルサイト』などを開発していた。その後、1989年にTeam Fill in Cafe結成。X68000やFM TOWNS向けにデベロッパーとしてゲームを開発していた。1991年9月18日に株式会社フィルインカフェ設立。会社設立当初は東京都板橋区、1994年からは新宿区神楽坂に本社を置いていた。
『あすか120%』が、ギャルゲーでありながらユーザーから対戦型格闘ゲームとしての高い評価を受け、さまざまな機種に移植されて注目を集めるようになる。
1997年10月の『こみゅにてぃぽむ』ではパブリッシャーとして自社発売を果たすが、1998年3月の『負けるな!魔剣道Z』の開発を最後に倒産した。
倒産後、『あすか120%シリーズ』は『-ファイナル』『-リターン』と続編が作られたが、フィルインカフェは制作に携わっていない。
フィルインカフェ作品の主なディストリビューターとなったのはファミリーソフトである。同社はフィルインカフェへ開発機材や資金の提供を行う等、深い繋がりを持っていた。『あすか120%』シリーズと『マッドストーカー』に関してはファミリーソフトが著作権その他の権利も有しており、PCエンジン移植版に関してはそれぞれNECアベニューとNECホームエレクトロニクスへのライセンス許諾を行い、PlayStation移植版に関してはファミリーソフトが自社で発売した。先述の『こみゅにてぃぽむ』はフィルインカフェの倒産後にファミリーソフトへ権利が移ったようで、パッケージやマニュアル他を刷新した『こみゅにてぃぽむ 〜想い出を抱きしめて〜』が同社から発売された。

## 主なタイトル
日付は発売日。

### X68000
- メタルサイト（1989年） - 発売元：システムサコム（TEAM CROSS WONDER名義）
- ニューラルギア（1990年） - 発売元：ビクター音楽産業
- マッドストーカー（1994年） - 発売元：ファミリーソフト
- あすか120%（1994年4月22日） - 発売元：ファミリーソフト

### FM TOWNS
- マッドストーカー（1994年） - 発売元：ファミリーソフト
- あすか120%（1994年12月22日） - 発売元：ファミリーソフト

### セガサターン
- あすか120%リミテッド（1997年9月） - 発売元：アスク講談社

### PlayStation
- 負けるな!魔剣道2（1995年3月17日） - 発売元：データム・ポリスター
- あすか120%スペシャル（1996年3月29日） - 発売元：ファミリーソフト
- ボイスパラダイスExcella（1996年11月22日） - 発売元：アスク講談社
- あすか120%エクセレント（1997年5月9日） - 発売元：ファミリーソフト
- マッドストーカー（1997年7月3日） - 発売元：ファミリーソフト
- パンツァーバンディッド（1997年8月7日） - 発売元：バンプレスト
- こみゅにてぃぽむ（1997年10月30日） - 発売元：フィルインカフェ

### PCエンジン
- チャンピオンシップラリー（1993年8月6日） - 発売元：インテック
- GALAXY刑事ガイバン（1993年10月29日） - 発売元：インテック
- 格闘覇王伝説アルガノス（1994年1月28日） - 発売元：インテック
- あすか120%マキシマ（1995年7月） - 発売元：NECアベニュー
- マッドストーカー - 発売元：NECホームエレクトロニクス

### PC-FX
- お嬢様捜査網 - 発売元：NECホームエレクトロニクス
- 負けるな!魔剣道Z（1998年3月20日） - 発売元：NECホームエレクトロニクス